# Radiação solar

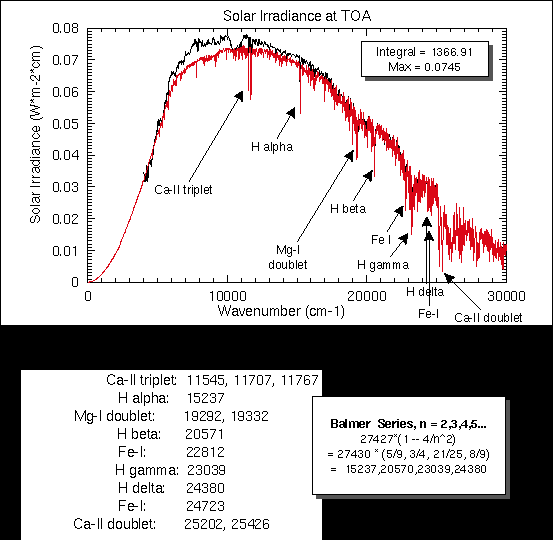
Espectro da irradiância solar no topo da atmosfera terrestre.

Radiação solar é a designação dada à energia radiante emitida pelo Sol, em particular aquela que é transmitida sob a forma de radiação electromagnética. Cerca de metade desta energia é emitida como luz visível na parte de frequência mais alta do espectro electromagnético e o restante na  do infravermelho próximo e como radiação ultravioleta. A radiação solar fornece anualmente para a atmosfera terrestre 1,5 x 1018 kWh de energia, a qual, para além de suportar a vasta maioria das cadeias tróficas, sendo assim o verdadeiro sustentáculo da vida na Terra, é a principal responsável pela dinâmica da atmosfera terrestre e pelas características climáticas do planeta.

## Fluxo Energético
A densidade média do fluxo energético proveniente da radiação solar é de 1 367 W/m2, quando medida num plano perpendicular à direção da propagação dos raios solares no topo da atmosfera terrestre. Aquele valor médio, designado por constante solar, foi adotado como padrão pela Organização Meteorológica Mundial, isto apesar de flutuar umas tantas partes por mil de dia para dia e de variar com a constante alteração da distância da Terra ao Sol que resulta da elipticidade da órbita terrestre e das alterações na superfície do Sol (cromosfera e coroa solar), as quais apresentam pontos quentes e frios em constante mutação, para além das erupções cromosféricas e todos os outros fenómenos que se traduzem na formação das manchas solares e na complexa dinâmica dos ciclos solares.
A quantidade total de energia recebida pela Terra é determinada pela projecção da sua superfície sobre um plano perpendicular à propagação da radiação (π R2, onde R é o raio da Terra). Como o planeta roda em torno do seu eixo, esta energia é distribuída, embora de forma desigual, sobre toda a sua superfície (4 π R2). Daí que a radiação solar média recebida sobre a terra, designada por insolação seja 342 W/m2, valor correspondente a 1/4 da constante solar. O valor real recebido à superfície do planeta depende, para além dos factores astronómicos ditados pela latitude e pela época do ano (em função da posição da Terra ao longo da eclíptica), do estado de transparência da atmosfera sobre o lugar, em particular da nebulosidade.
A radiação solar é geralmente medida com um piranómetro ou com um piréliometro, ou mais recentemente com recurso a radiómetros capazes de registar a composição espectral e a energia recebida.

## Composição espectral

Espectro da irradiância solar acima da atmosfera (azul) e à superfície terrestre (amarelo).

A radiação solar que atinge o topo da atmosfera terrestre provém da região da fotosfera solar, uma camada ténue de plasma com aproximadamente 300 km de espessura e com uma temperatura superficial da ordem de 5 800 K.
Dada a dependência entre a composição espectral e a temperatura, traduzida na chamada lei de Planck, a composição espectral da luz solar corresponde aproximadamente àquela que seria de esperar na radiação de um corpo negro aquecido a cerca de 6 000 K, embora apresentando uma clara assimetria resultante da maior absorção da radiação de comprimento de onda mais curto pelas camadas exteriores do Sol (veja figura à direita).
Em termos de comprimentos de onda, a radiação solar ocupa a faixa espectral de 100 nm a 3 000 nm (3 μm), tendo uma máxima densidade espectral em torno dos 550 nm, comprimento de onda que corresponde sensivelmente à luz verde-amarelada.
A parte mais alongada do espectro (para a direita na imagem ao lado), tem a sua máxima intensidade na banda dos infravermelhos próximos, decaindo lentamente com a diminuição da frequência.
No que respeita à radiação mais energética, isto é de comprimento de onde mais curto, apesar da maior parte ser absorvida pela atmosfera, a radiação ultravioleta que atinge a superfície da Terra é ainda suficiente para provocar o bronzeado da pele (e as queimaduras solares a quem se exponha excessivamente).

## Interação com a Terra
A energia solar incidente sobre a atmosfera e a superfície terrestre segue um de três destinos: ser reflectida, absorvida ou transmitida. Vários fatores influenciam  a disponibilidade da radiação solar como as condições atmosféricas (nebulosidade, umidade relativa do ar, etc.),da latitude local e da posição no tempo (hora e dia do ano).

### Energia refletida e albedo
Parte substancial da energia recebida sobre a superfície terrestre é reenviada para o espaço sob a forma de energia reflectida. As nuvens, as massas de gelo e neve e a própria superfície terrestre são razoáveis reflectores, reenviando para o espaço entre 30 e 40% da radiação recebida (enquanto a Lua reflecte sob a forma de luar apenas 7 a 12% da radiação incidente). A esta razão entre a radiação reflectida e incidente chama-se albedo.

### Absorção atmosférica
Conforme pode ser observado na imagem do tópico anterior, entre a irradiância do Sol medida fora da atmosfera (linha verde) e a energia que atinge a superfície da Terra (linha vermelha) existem diferenças substanciais resultantes da absorção atmosférica. Esta é selectiva, atingindo o seu máximo em torno dos pontos centrais dos espectros de absorção dos gases atmosféricos (indicados na imagem).
Repare-se a elevada absorção do ozónio (O3) atmosférica na banda dos ultravioleta e no efeito do vapor de água (H2O) e do dióxido de carbono (CO2), estes actuando essencialmente sobre os comprimentos de onda maiores.
Esta absorção selectiva está na origem do efeito de estufa, devido ao facto da radiação terrestre, resultante do retorno para o espaço da radiação solar por via do aquecimento da Terra, ser feita essencialmente na banda dos infravermelhos longos, radiação para a qual o CO2 tem grande capacidade de absorção.
A parcela absorvida dá origem, conforme o meio, aos processos de fotoconversão e termoconversão. Na fotoconversão, a energia absorvida é remetida, embora em geral com frequência diferente, sendo os novos fotões em geral sujeitos a novas absorções, num efeito em cascata que em geral termina numa termoconversão, a qual consiste na captura da energia e a sua conversão em calor, passando o material aquecido a emitir radiação com um espectro correspondente à sua temperatura, o que, no caso da Terra, corresponde à radiação infravermelha que forma o grosso da radiação terrestre.

### Transmissão
De toda a radiação solar que chega às camadas superiores da atmosfera, apenas uma fracção atinge a superfície terrestre, devido à reflexão e absorção dos raios solares pela atmosfera. Esta fracção que atinge o solo é constituída por uma componente directa (ou de feixe) e por uma componente difusa.
Para além das duas componentes atrás referidas, se a superfície receptora estiver inclinada com relação à horizontal, haverá uma terceira componente reflectida pelo ambiente circundante (nuvens, solo, vegetação, obstáculos, terreno).
Antes de atingir o solo, as características da radiação solar (intensidade, distribuição espectral e angular) são afectadas por interacções com a atmosfera devido aos efeitos de absorção e espalhamento. Essas modificações são dependentes da espessura da camada atmosférica atravessada (a qual depende do ângulo de incidência do Sol, sendo maior ao nascer e pôr-do-sol, daí a diferente coloração do céu nesses momentos). Este efeito é em geral medido por um coeficiente designado por Coeficiente de Massa de Ar (AM), o qual é complementado por um factor que reflete as condições atmosféricas e meteorológicas existente no momento.

### O equilíbrio energético no planeta
Em média, da radiação solar incidente (sobre o sistema Terra/atmosfera):
* 19 % é perdida por absorção pelas moléculas de oxigénio e ozónio da radiação ultravioleta (de alta energia) na estratosfera (onde a temperatura cresce com a altitude); 

* 6% é perdida por difusão da luz solar de menor comprimento de onda - azuis e violetas - (o que faz com que o céu seja azul); 

* 24% é perdida por reflexão - 20% nas nuvens e 4% na superfície. (O albedo do planeta é de 30% (6% difusão+24% reflexão); 

* 51% é absorvida pela superfície.
(Note que os valores apresentados são valores médios. Por exemplo, nos pólos a reflexão da radiação solar incidente é geralmente maior do que 24% e nos oceanos menor do que 24%.) 
A energia radiada pela superfície da Terra, na gama dos infravermelhos, corresponde a cerca de 117% do total de radiação solar incidente (sobre o sistema Terra/atmosfera). Dessa energia, apenas 6% é emitida directamente para o espaço (emissão terrestre) e 111% é absorvida pelos gases de estufa da atmosfera, que reemite depois, de volta para a superfície, uma energia correspondendo a 96% da radiação solar incidente. Finalmente, uma energia correspondendo a 64% da radiação solar incidente é emitida pela atmosfera para o espaço (emissão atmosférica). 
Note que estes números traduzem um equilíbrio no sistema Terra/atmosfera: a radiação emitida para o espaço é igual à radiação solar incidente [24% (reflexão) + 6% (difusão) + 64% (emissão atmosférica) + 6% (emissão terrestre) = 100%]. 
No entanto, em média, a superfície absorve mais radiação da que emite e a atmosfera radia mais energia do que a que absorve. Em ambos os casos, o excedente de energia é de cerca de 30% da energia da radiação solar incidente no sistema Terra/atmosfera:
superfície - energia absorvida: 147% (51% do Sol + 96% da atmosfera); energia emitida: 117% 

atmosfera - energia absorvida: 130% (19% ultravioleta. + 111% emissão terrestre); emitida: 160% (64% para o espaço + 96% para a superfície)
A partir desta constatação pareceria que a superfície deveria ir aquecendo e a atmosfera arrefecendo. Isso não acontece porque existem outros meios de transferência de energia da superfície para a atmosfera que representam, no seu conjunto, uma transferência líquida de 30% do total de radiação solar incidente que equilibra o orçamento de energia no planeta. 
O ar quente que se eleva na atmosfera a partir da superfície transfere calor para a atmosfera. Essa transferência de calor (o fluxo de calor sensível) corresponde a um valor de energia que é 7% do total de radiação solar incidente. 
A evaporação da água na superfície do planeta corresponde a uma extracção de calor que acaba por ser libertado durante o processo de condensação na atmosfera (que dá origem à formação das nuvens). Essa transferência de calor (o fluxo de calor latente) corresponde a um valor de energia que é 23% do total de radiação solar incidente.